# 透子のセカイ
『透子のセカイ』（とうこのセカイ）は、2019年製作、2020年公開の日本映画。海外タイトルは『Mystic Shrine Maiden』、同年2月28日より撮影地でもある長野県で先行公開された。東京都内の上映は当初同年4月3日よりと予定されていたが、新型コロナウイルス感染拡大による度重なる延期と中止を経て、2022年10月1日よりシアターギルド代官山にて公開された。その後、大阪府内でも上映が行われ、2023年2月18日よりシアターセブンにて公開された。

## あらすじ
主人公の透子が自分の住む村の「謎」を解き明かしていく、ミュージカルを取り入れた和風ファンタジー&ミステリー。
神社で巫女として働く透子は、いつも笑いの絶えない日々を過ごしていた。
そんなある日、透子は村の祭りが古い言い伝え「100年の節目に祟りが起きる」のせいで中止になることを知る。みんなの反対を押し切って一人で準備を進める透子であったが、湖で不思議な少女と出会ったことで、事態は思わぬ方向へと転がっていく・・・。

## キャスト
- 吉本実憂
- 濱津隆之
- 白石優愛
- 原西孝幸（FUJIWARA）
- 勇翔（BOYS AND MEN）
- 西沢仁太
- 須藤温子
- 大沢真一郎
- 西尾舞生
- マンモウ飯田[注 1]
- こてつ

## スタッフ
- 監督・撮影：曽根剛
- 制作プロデューサー：源田泰章（源田企画）
- プロデューサー：覚野公一、森井愛実
- 脚本：中村元樹
- 音楽：辻伶
  - 撮影助手：高橋基史
  - 監督助手：大澤真一郎
  - 制作助手：香月竜矢
- 録音：古茂田耕吉
- 助監督：小山亮太
- ヘアメイク：河村夏海
- 衣装：萬行優
  - 衣装助手：太田翔子
- タイトルデザイン：ふくだみゆき
- 企画・製作・配給：吉本興業株式会社
- 制作：源田企画株式会社

## 招待上映
- 第11回沖縄国際映画祭[9]
- 第22回上海国際映画祭[10]
- 第9回グアム国際映画祭[11]
- Ngilngig Asian Fantastic Film Festival Davao[12]
- デトフォードシネマ映画祭2019[13]
- メデジン国際映画祭2020[14]
- ファルコン国際映画祭2020[15]
- ニアナザレ映画祭2020[16]
- ニューヨーク国際フィルムメーカー映画祭2020[17]
- Global Tourism Film Festival2021[18]

## 受賞歴
- タイ国際映画祭2019 - 最優秀長編映画・監督賞[19]
- タゴール国際映画祭2020 - 優秀長編映画賞[20]
- ニューヨーク映画撮影アワード - 最優秀長編映画賞[21]
- ニース国際映画祭2020 - 最優秀外国映画主演女優賞[22][23]
- 第9回ニューヨーク国際フィルムメーカー映画祭 - 最優秀制作賞[24]
- ジオラマ国際映画祭2020 - 観客賞[25]
- GTFFアワード2021 - 最優秀長編映画賞[26]
- ダイヤモンドスター国際映画祭アワード2021 - 審査員特別賞 最優秀女優賞 (吉本実憂)・最優秀音楽賞・最優秀編集賞[27]